# ایالت محبوس
ایالت محبوس به (انگلیسی:Captive State) یک فیلم جنایی، علمی تخیلی، محصول آمریکا به کارگردانی روپرت وایت در سال ۲۰۱۹ است.

## داستان
تقریباً یک دهه پس از تصرف زمین توسط یک نیروی فرازمینی در یکی از محله‌های شیکاگو رخ می‌دهد. فیلم ایالت گرفتار زندگی هر دو طرف منازعه را مکاشفه می‌کند، یعنی سازشگران و مخالفان و…

## بازیگران
- جان گودمن
- اشتون ساندرس
- جاناتان میجرز
- مشین گان کلی
- ورا فارمیگا
- آلن راک (بازیگر)
- کوین دان
- دیوید جی هیایت
- مدلین بروئر
- کیتلین اوالد
- بن دنیلز
- دی بی سویینی
- کوین جی اکونر (هنرپیشه)
- کیکی لین
- مارک گرپی
- جیمز رانسون